# Chlamys Ledge
Chlamys Ledge ist ein 65 m hoher Gebirgskamm aus tertiärem Sandstein auf King George Island im Archipel der Südlichen Shetlandinseln. Er ragt im Chopin Ridge oberhalb des Mazurek Point auf.
Polnische Wissenschaftler benannten ihn 1988 nach den hier gefundenen fossilen Abdrücken von Muscheln der Gattung Chlamys.